# Anthony Keyvan
Anthony Keyvan (Long Beach, 13 agosto 2000) è un attore statunitense famoso per le sue interpretazioni in Love, Victor (2021), XO, Kitty (2023) e The Rookie.

## Biografia
Keyvan è nato il 13 agosto 2000 a Long Beach, California, da padre iraniano e madre filippina.
Ha esordito come attore nel 2008 nel cortometraggio Mustang Magic. Da allora ha recitato in diverse serie televisive tra cui Lost, iCarly, Grey's Anatomy, Law & Order - Unità vittime speciali, C'era una volta nel Paese delle Meraviglie, Major Crimes e The Rookie.

## Filmografia

### Cinema
- Mustang Magic, regia di Cullen Paul Wright - cortometraggio (2008)
- The Space Between, regia di Travis Fine (2010)
- Amexica, regia di Ron Krauss - cortometraggio (2010)
- Mossadegh, regia di Roozbeh Dadvand - cortometraggio (2012)
- Two Eyes, regia di Travis Fine (2020)
- Through April, regia di Lev Jutsen - cortometraggio (2021)
- Student Body, regia di Lee Ann Kurr (2022)

### Televisione
- Lost – serie TV, 1 episodio (2009)
- iCarly – serie TV, 1 episodio (2010)
- Grey's Anatomy – serie TV, 1 episodio (2011)
- In Plain Sight - Protezione testimoni (In Plain Sight) – serie TV, 1 episodio (2011)
- Law & Order - Unità vittime speciali (Law & Order: Special Victims Unit) – serie TV, 1 episodio (2011)
- Terapia d'urto (Necessary Roughness) – serie TV, 1 episodio (2012)
- Twisted – serie TV, 4 episodi (2013)
- C'era una volta nel Paese delle Meraviglie (Once Upon a Time in Wonderland) – serie TV, 2 episodi (2013)
- Bad Teacher – serie TV, 2 episodi (2014)
- NCIS - Unità anticrimine (NCIS) – serie TV, 1 episodio (2015)
- Bella e i Bulldogs (Bella and the Bulldogs) – serie TV, 1 episodio (2015)
- Fresh Off the Boat – serie TV, 2 episodi (2015-2016)
- Major Crimes – serie TV, 2 episodi (2017)
- Kansas City, regia di Rhys Thomas – film TV (2018)
- Alexa & Katie – serie TV, 6 episodi (2018-2020)
- Schooled – serie TV, 1 episodio (2019)
- Close Up, regia di Alex Kalymnios – film TV (2020)
- The Rookie – serie TV, 2 episodi (2021)
- Generation – serie TV, 2 episodi (2021)
- Love, Victor – serie TV, 14 episodi (2021-2022)
- XO, Kitty – serie TV, 18 episodi (2023-2025)

## Doppiatori italiani
Nelle versioni in italiano delle opere in cui ha recitato, Niko Guardado è stato doppiato da:
- Tito Marteddu in Love, Victor
- Andrea Di Maggio in XO, Kitty